# سفارة مصر في برلين
سفارة جمهورية مصر العربية في برلين (بالألمانية: Ägyptische Botschaft in Berlin) هي التمثيل الرسمي الدبلوماسي لجمهورية مصر العربية في جمهورية ألمانيا الاتحادية، وتقع في 6-7 شارع شتاوفنبرج في حي تيرجارتن في برلين. ويشغل بدر عبد العاطي منصب السفير المصري في برلين وقد سبقه في المنصب السفير عبد الحميد إبراهيم حجازي.

## تطور العلاقات الدبلوماسية

### ألمانيا قبل عام 1945
نشأت العلاقات الدبلوماسية بين كل من الرايخ الألماني و‌المملكة المصرية القديمة منذ عام 1925، حيث كان مقر السفير في ثمانية شارع ديلبروك منطقة جرونفالد، وفي عام 1929 تم الانتقال إلى شارع تيرجارتن. وكان سيف الله يسري باشا هو القنصل العام والمبعوث والوزير المكلف في عام 1930. في عقد الأربعينيات اشترت الدولة المصرية قطعة الأرض ومنطقة في شارع شتاوفنبيرج أينما تقام عليه السفارة منذ عام 1999. وقد انقطعت العلاقات الدبلوماسية بين البلدين إلى حد ما خلال الحرب العالمية الثانية والعقود اللاحقة.

### الجمهورية الاتحادية القديمة
بعد انتهاء الحرب كان يجب أن تعود العلاقات الدبلوماسية مرة أخرى بين مصر وألمانيا. فقد أرسلت ألمانيا سفيرها وفريقه اللذين انتقلوا في عام 1952 إلى حي جاردن ستي في القاهرة، في عام 1955 نُقلت السفارة إلى شارع بوليس حنا في حي الدقي. اشترت ألمانية في نهاية عقد السبعينيات قطعة أرض كبيرة بمساحة 6000 متر مربع في حي الزمالك والذي عليه تم بناء ونقل السفارة الألمانية عام 1982. وفي خريف عام 2003 تم تغير اسم شارع حسن صبري في حي الزمالك إلى اسم شارع برلين.

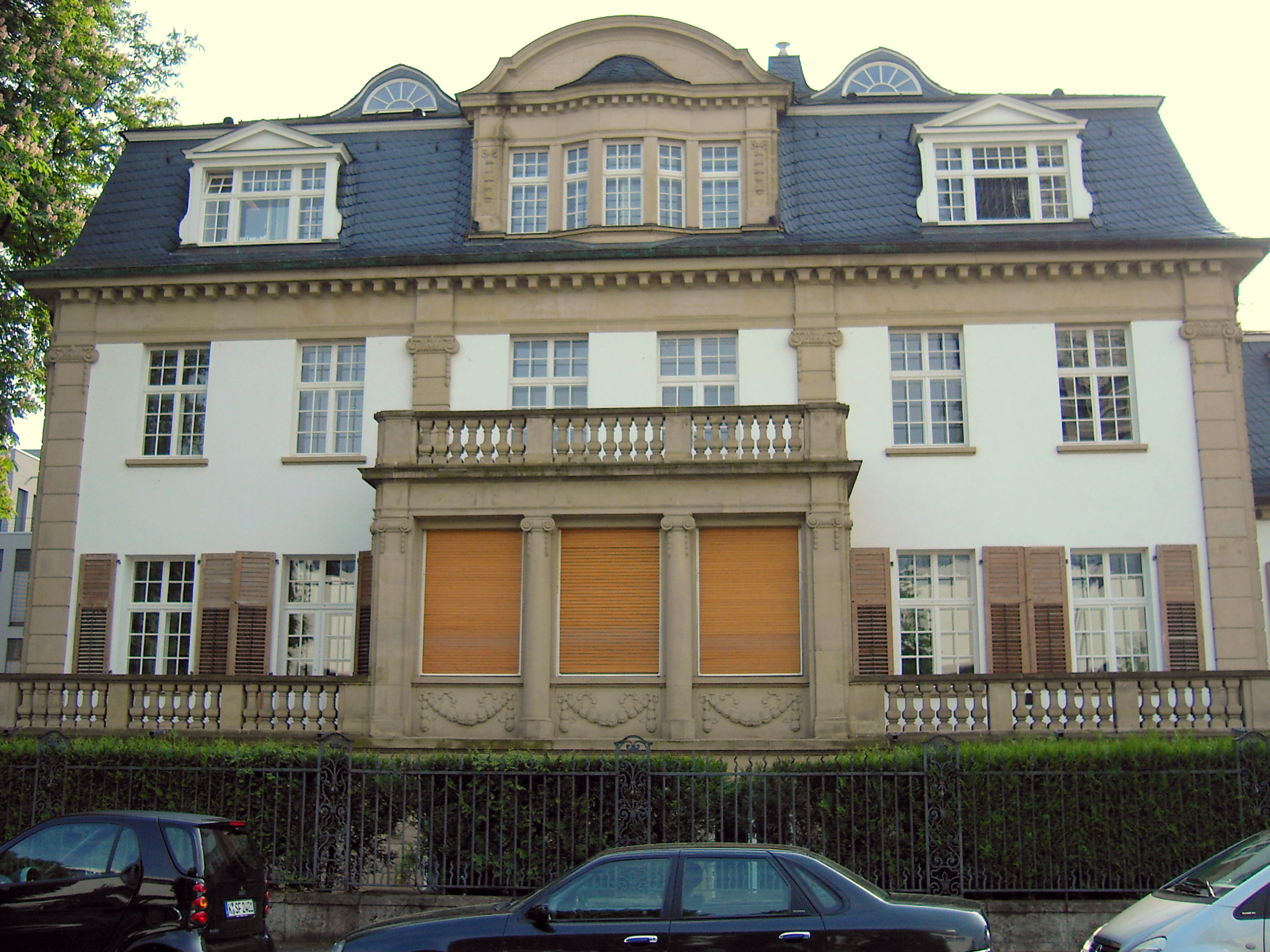
مقر السفارة المصرية السابق في بون

أعادت مصر مرة أخرى سفيرها إلى ألمانيا في مطلع عام 1972، وكان مقر السفارة المصرية في ذلك الوقت في العاصمة الألمانية السابقة بون.

### جمهورية ألمانيا الديمقراطية
كان هناك أيضًا سفارة لجمهورية مصر العربية في جمهورية ألمانيا الديمقراطية في برلين الشرقية بداية من حقبة السبعينيات، وكانت تقع تلك السفارة في 50-52 شارع فارمبادر في حي ليشتنبرج في منطقة كارلسهورست. تم تغيير اسم الشارع فيما بعد ليُسمي شارع روبيرت- زيفيرت.

### ما بعد الوحدة الألمانية
انتقلت السفارة إلى برلين في عام 1999 بعد سقوط جدار برلين و‌الوحدة الألمانية وقرار البرلمان الألماني لعام 1991 بنقل القطاعات الرئيسة للحكومة الألمانية إلى برلين. وقد استخدمت السفارة قطعة اللأرض التي تملكها في شارع شتاوفنبرج بينما باعت الأرض المملوكة في شارع تيرجارتن من أجل تمويل بناء السفارة الجديدة. انتقل موظفو السفارة خلال فترة البناء (1999-2001) إلى منزل في نيدرشونتنهاوسيس لفترة قصيرة أما فيما يتعلق بإقامة السفير فقد تم تأجير مبنى في حي تشارلوتنبرغ في برلين.
ظل الملحق العسكري التابع للسفارة في بون؛ لأن أول مقر لوزارة الدفاع الألمانية كان في العاصمة الألمانية القديمة بون وذلك في إطار قانون برلين/ بون.

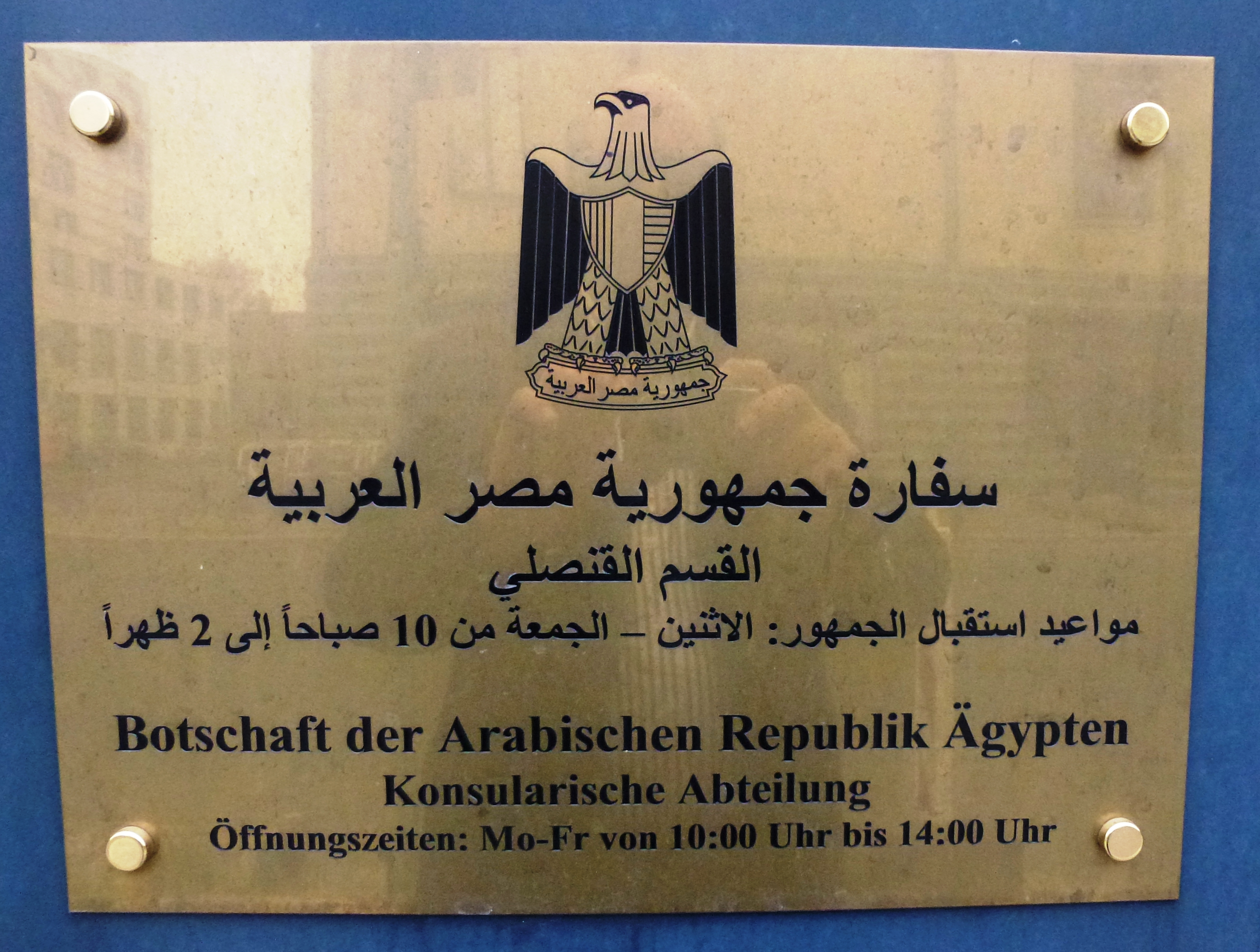
لوحة على مدخل السفارة المصرية

أتسمت العلاقات بين مصر وألمانيا في القرن الحادي والعشرين بالتعاون الشديد، فبجانب المصالح السياسية فإن مصر على صعيد التجارة المتبادلة تأتي في المركز الثاني بعد الولايات المتحدة الأمريكية كشريك تجاري مهم لألمانيا، وتحتل المركز الثالث بعد المملكة العربية السعودية و‌الإمارات العربية المتحدة كأكبر شريك تجاري لألمانيا في المنطقة العربية. وعلاوة على ذلك فإن مصر تأتي ضمن الدول التي تقوم ألمانيا فيها بتعاون ثنائي تنموي بشكل مكثف.

## تمثال الدب الصديق

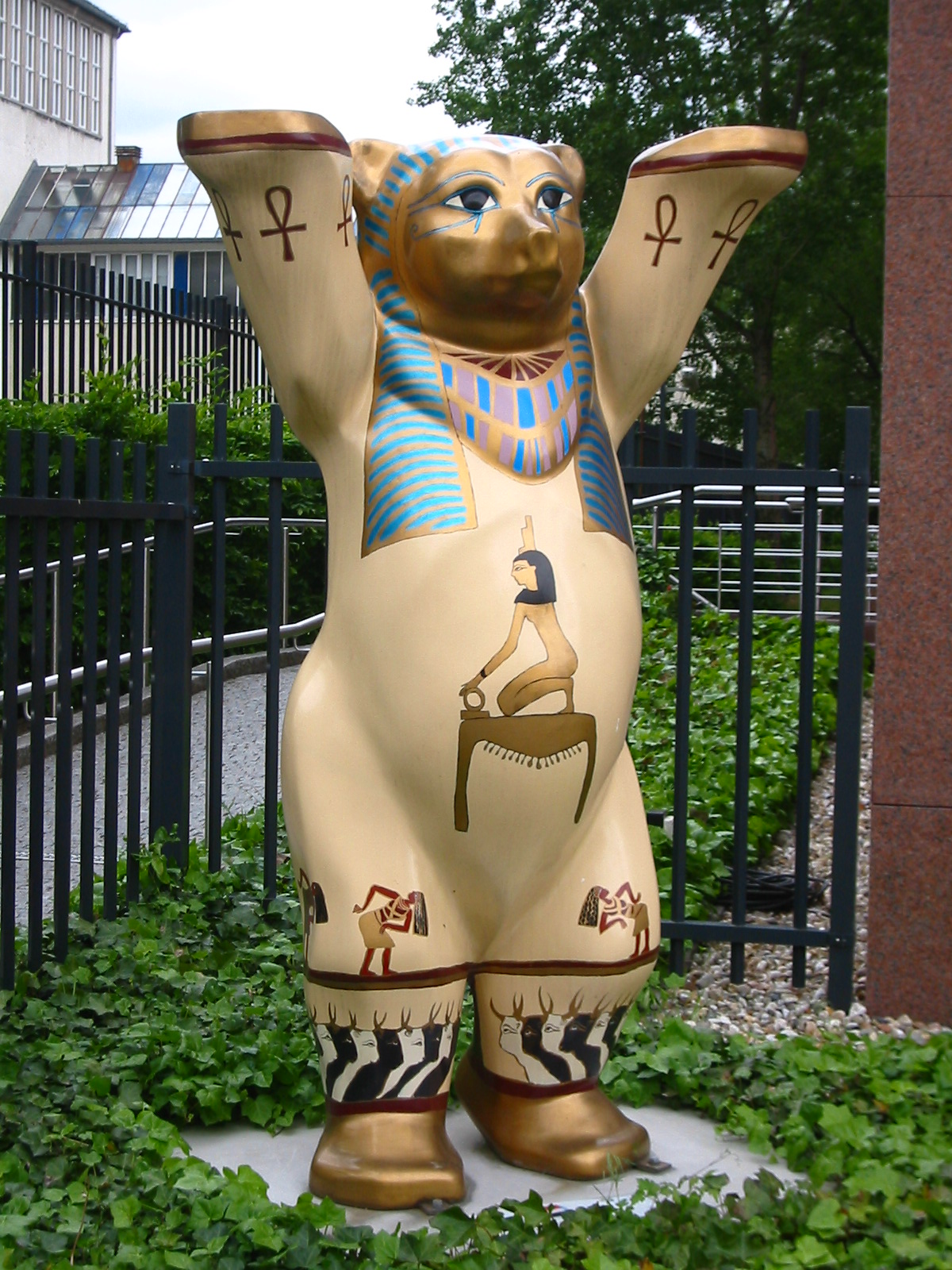
تمثال الدب الصديق أمام مبنى السفارة المصرية في برلين

يقع تمثال الدب الصديق أمام مبنى السفارة وبه تدعم السفارة فكرة تقارب الشعوب والتبرع بالعائدات لصالح جمعيات رعاية الأطفال. وقد تم رعاية الدب ضمن أول مجموعة الدببة الأصدقاء المتحدون في عام 2002، وقد نحتته الفنانة يوهاننا كوخ. و قد تم نصب الدب أمام السفارة بعد عرضه في ميدان باريس الواقع في برلين.

## وصلات خارجية
- الموقع الرسمي لسفارة جمهورية مصر العربية في برلين (باللغة الألمانية)